# Пинба
Пинба́ (кит. упр. 平坝, пиньинь Píngbà) — район городского подчинения городского округа Аньшунь провинции Гуйчжоу (КНР).

## История
Во времена империи Цин в 1685 году был создан уезд Аньпин (安平县). После Синьхайской революции в ходе сверки названий административных единиц по всей стране выяснилось, что в провинции Юньнань имеется Аньпинский комиссариат, и поэтому в 1914 году уезд Аньпин был переименован в Пинба (平坝县).
После вхождения этих мест в состав КНР в 1950 году был создан Специальный район Аньшунь (安顺专区), и уезд вошёл в его состав. 
В 1970 году Специальный район Аньшунь был переименован в Округ Аньшунь (安顺地区).
Постановлением Госсовета КНР от 23 июня 2000 года округ Аньшунь был преобразован в городской округ.
Постановлением Госсовета КНР от 13 декабря 2014 года уезд Пинба был преобразован в район городского подчинения.

## Административное деление
Район делится на 2 уличных комитета, 7 посёлков и 2 национальных волости.